# Ionema clarum
Ionema clarum is een rondwormensoort uit de familie van de Leptolaimidae.